# Двигател с външно горене
Двигател с външно горене е топлинен двигател, при който работният флуид се нагрява извън обема на самия двигател чрез двигателната стена или посредством топлообменник. След това разширеният флуид въздействува върху механизма на двигателя за извършване на движение и работа. По този начини се използва термодинамичният процес на преобразуване на топлинната енергия в механична. След това флуидът се охлажда, компресира и използва повторно (при затворен цикъл) или се изхвърля (отворен цикъл).
„Горене“ тук означава взаимодействие на гориво с окислител с цел генериране на топлина. Двигатели с подобна и дори идентична конструкция могат да използват източник на топлина от различен произход, като ядрена, слънчева, геотермална енергия, както и екзотермични реакции, които не включват горене, но в тези случаи не се класифицират като двигатели с външно горене, а като външни топлинни двигатели.
Работният флуид може да бъде с произволен състав. Най-често използвани са газове, например в двигателя на Стърлинг. Парата, като например в парната машина, е друг възможен вариант, при който флуидът променя фазата си между течна и парна.